# 庫埃拉山脈
庫埃拉山脈（西班牙語：Sierra de Cuera）是西班牙的山脈，位於該國北部阿斯圖里亞斯，屬於坎塔布連山脈的一部分，長30公里，最高點是海拔高度1,315米的圖爾比納峰。